# Limnephilus apache
Limnephilus apache là một loài Trichoptera trong họ Limnephilidae. Chúng phân bố ở miền Tân bắc.